# Station Burkat
Station Burkat is een spoorwegstation in de Poolse plaats Burkat.